# Blair Witch
Blair Witch is een Amerikaanse psychologische horrorfilm uit 2016, geregisseerd door Adam Wingard en geschreven door Simon Barrett. Het verhaal is het vervolg op de film The Blair Witch Project uit 1999. Het eerdere vervolgfilm uit 2000, Book of Shadows: Blair Witch 2, heeft geen invloed op het verhaal van deze film. De film ging op 11 september in première op het internationaal filmfestival van Toronto.

## Verhaal
Een groep studenten trekt naar de bossen van Black Hill in Maryland om de mysterieuze verdwijning van de zus van James te onderzoeken. Velen geloven dat haar verdwijning verband houdt met de legende van de Blair Witch. 
De groep begint hoopvol aan de zoektocht met de hulp van lokale gidsen, maar zodra de nacht valt in het donkere en onvoorspelbare bos voelt de groep een dreigende aanwezigheid. Langzaam aan beseffen ze dat de legende maar al te echt is en veel onheilspellender dan ze ooit hadden kunnen denken.

## Rolverdeling
- James Allen McCune als James Donahue
- Callie Hernandez als Lisa Arlington
- Brandon Scott als Peter Jones
- Corbin Reid als Ashley Bennett
- Wes Robinson als Lane
- Valorie Curry als Talia